# Haus Schwalbenklippe
Das Haus Schwalbenklippe befindet sich in Bremen, Stadtteil Burglesum, Ortsteil Lesum, Admiral-Brommy-Weg 5. Das Wohnhaus entstand bis 1905 nach Plänen von Friedrich Wellermann und Paul Frölich. 
Das Haus steht seit 1994 unter Bremer Denkmalschutz.

## Geschichte
1841 kauften die Deichbauern zum Abbau von Sand für die Reparatur eines gebrochenen Deichs ein Grundstück am Fuße des sandigen Geestrückens. Es entstand dabei eine klippenartige Sandwand, in der Uferschwalben nisteten. Der Ort wurde bald Schwalbenklippe genannt. Der Geestrücken wurde zunehmend besiedelt. 1884 kaufte Kaufmann August Ferdinand Dreier (1808–1895) ein Grundstück auf dem Hügel der Schwalbenklippe und baute darauf Haus Reebeck. Eine frühere Villa Schwalbenklippe erwarb 1858 der pensionierte Admiral Karl Rudolf Brommy (1804–1860). Das nebenstehende Schweizer Haus gehörte auch zur Schwalbenklippe. 1871 erwarb Nordwolle - Gründer Carl Lahusen es von Caroline Gross, der Witwe von Admiral Brommy. 1883 kaufte sein Schwager, der Bremer Kaufmann Julius Kulenkampff (1855–1922), die Villa Schwalbenklippe und 1902 sein Bruder, der Kaufmann Johann Gustav Kulenkampff (1849–1921) das Grundstück. Das alte Haus wurde 1903 abgerissen und das Grundstück ging 1905 an seine Schwester Emmy Johanne Kulenkampff (* 1851). 
Die zweigeschossige, verputzte, differenzierte Villa mit Walmdächern, einem dominierenden runden Eckturm, mehreren Loggien, Balkonen und Veranda wurde 1905 im Reformstil für die aus der Kaufmannsfamilie Kulenkampff stammende Emmy Kulenkampff erbaut. Gartenarchitekt Christian Roselius plante die Außenanlagen des Landsitzes mit Blick auf die Lesum. 1931 erfolgte ein Umbau nach Plänen von Maurermeister Heinrich Ahlers. Der Nordbremer Anwalt Dr. Kuhlmann war nach 1945 Eigentümer der Villa Schwalbenklippe.
Im Gästebuch des Hauses finden sich u. a. die Namen  der Pianistin Henriette (Henny) Bromberger (1882–1942), des Bürgermeisters von London und des Bundesministers Hans-Dietrich Genscher (damals Sozius einer Anwaltskanzlei). Auch heute (2018) wird das Gebäude als Wohnhaus genutzt.